# Quai Claude-Bernard
Pour l’article homonyme, voir Claude Bernard.
Le quai Claude-Bernard est un quai situé sur la rive gauche du Rhône à Lyon dans le 7e arrondissement, entre la place Raspail et l'avenue Berthelot. Il est longé en contrebas par la berge Karen Blixen qui accueille en permanence des bateaux de croisières fluviales.

## Histoire
Le quai a été dénommé par arrêté préfectoral du 3 juin 1878,. Il prend le nom du physiologiste Claude Bernard qui est considéré, aujourd'hui, comme l’un des principaux fondateurs de la démarche expérimentale.
Auparavant, il a porté les noms de quai de la Vitriolerie et quai du Prince-Impérial (sous le Second Empire),.

## Transports
Le quai Claude-Bernard accueille trois points d'arrêts de lignes du réseau TCL :
- : station Quai Claude Bernard ;
- direction Vénissieux Le Charréard : arrêts Centre Nautique Tony Bertrand et Rue de l'Université.

Trois stations de vélos en libre-service Vélo'v sont situées sur le quai Claude-Bernard :
- La station n°7002 devant l'Université Lumière-Lyon-II ;
- La station n°7033 devant le Centre hospitalier Saint-Joseph Saint-Luc ;
- La station n°7034 devant la Piscine du Rhône.

Une piste cyclable est aménagée sur l'entièreté du quai Claude-Bernard et est intégrée à la ligne 1 du réseau express vélo métropolitain des Voies Lyonnaises. Il s'agit du tout premier tronçon inauguré dans le cadre de ce réseau.

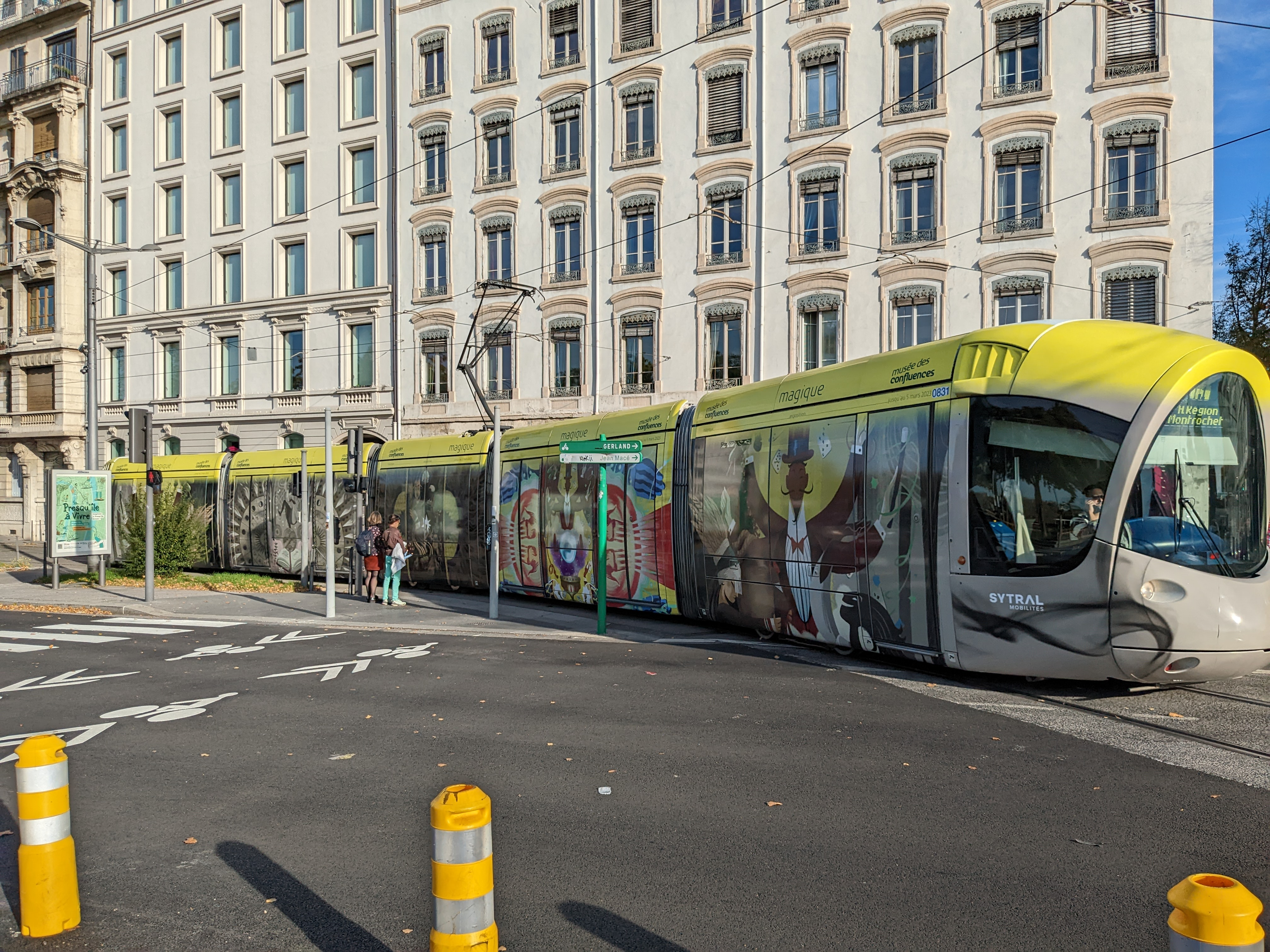
Le tramway T1
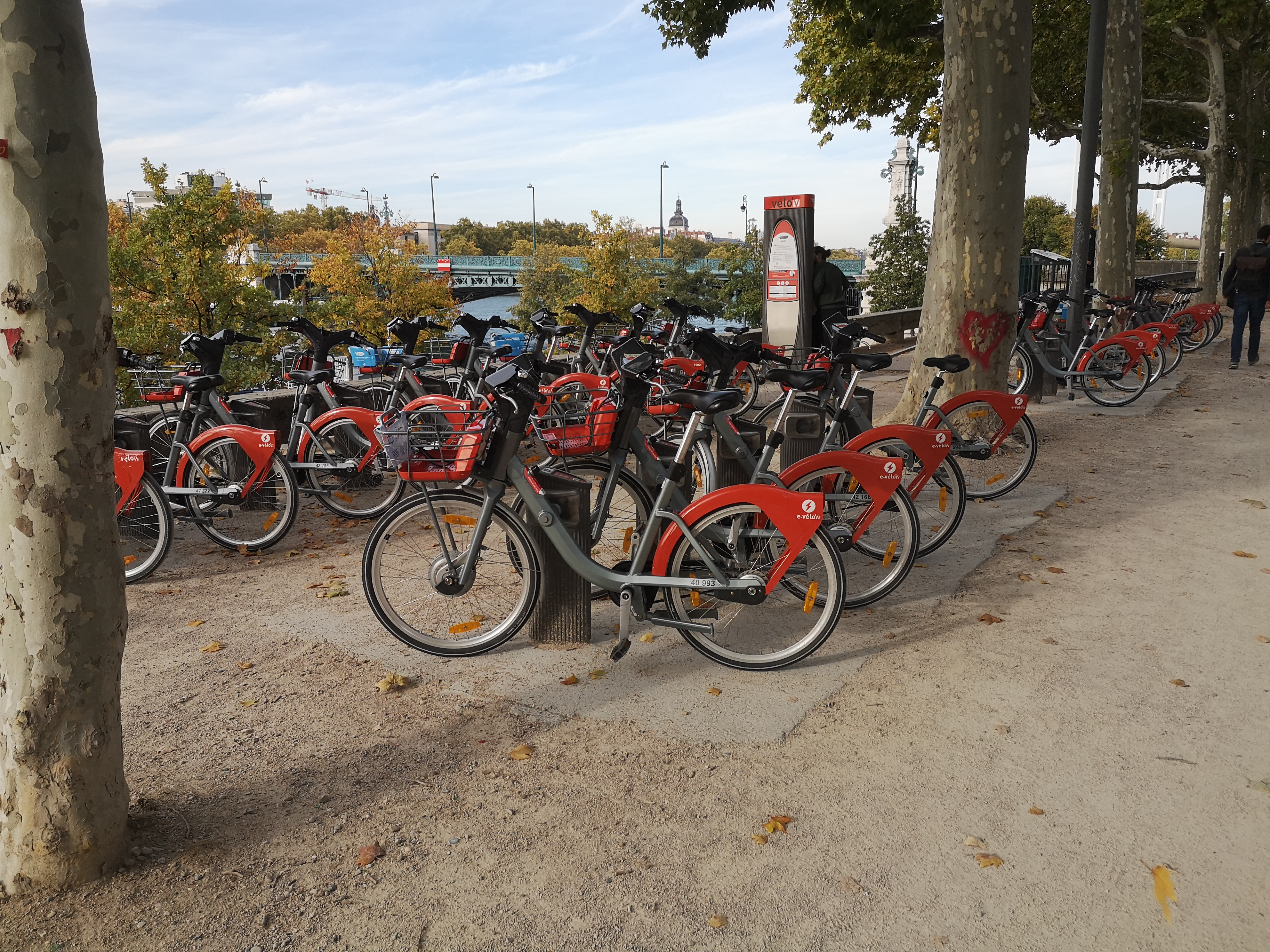
La station Vélo'v n°7002
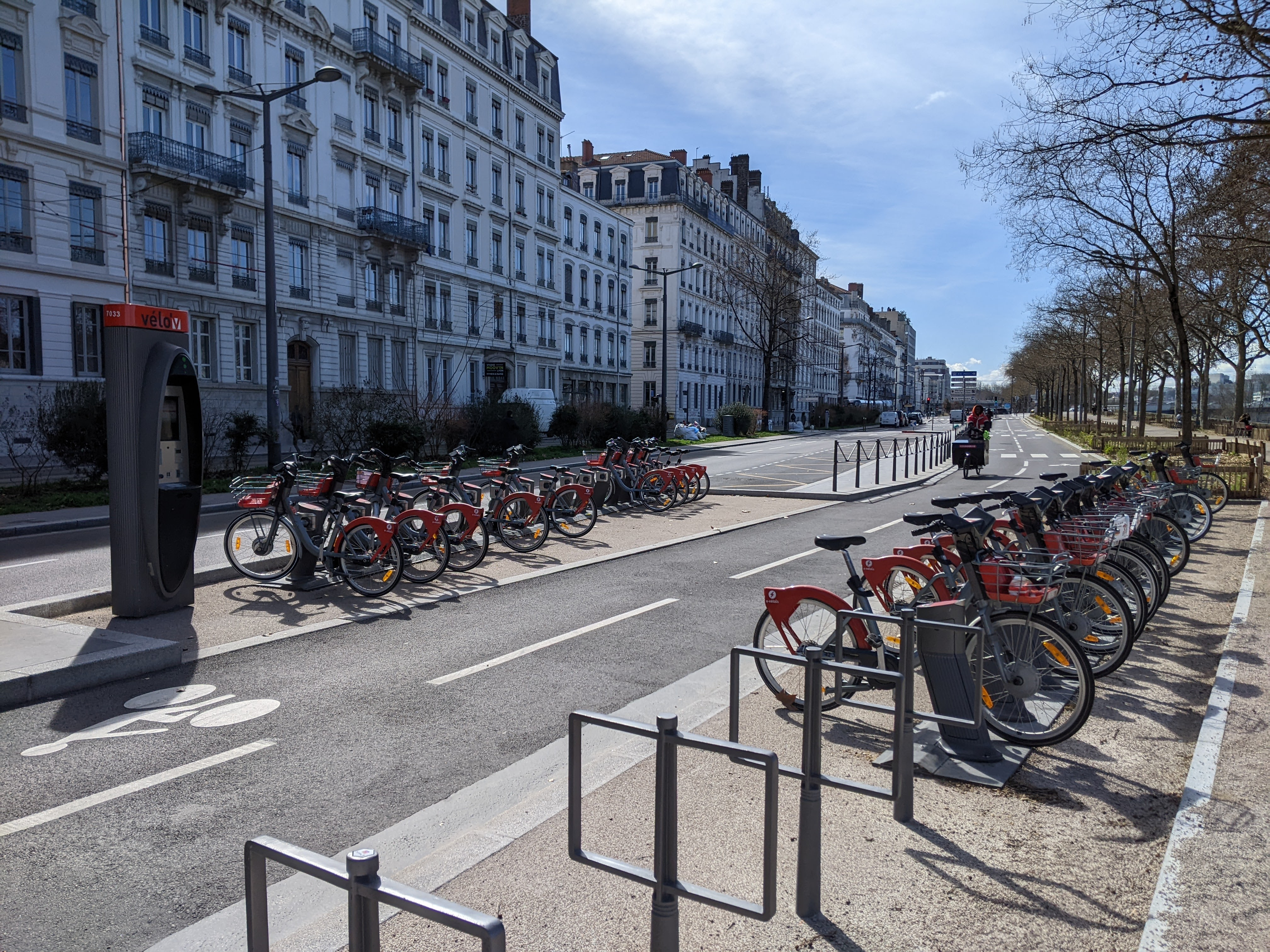
La station Vélo'v n°7033
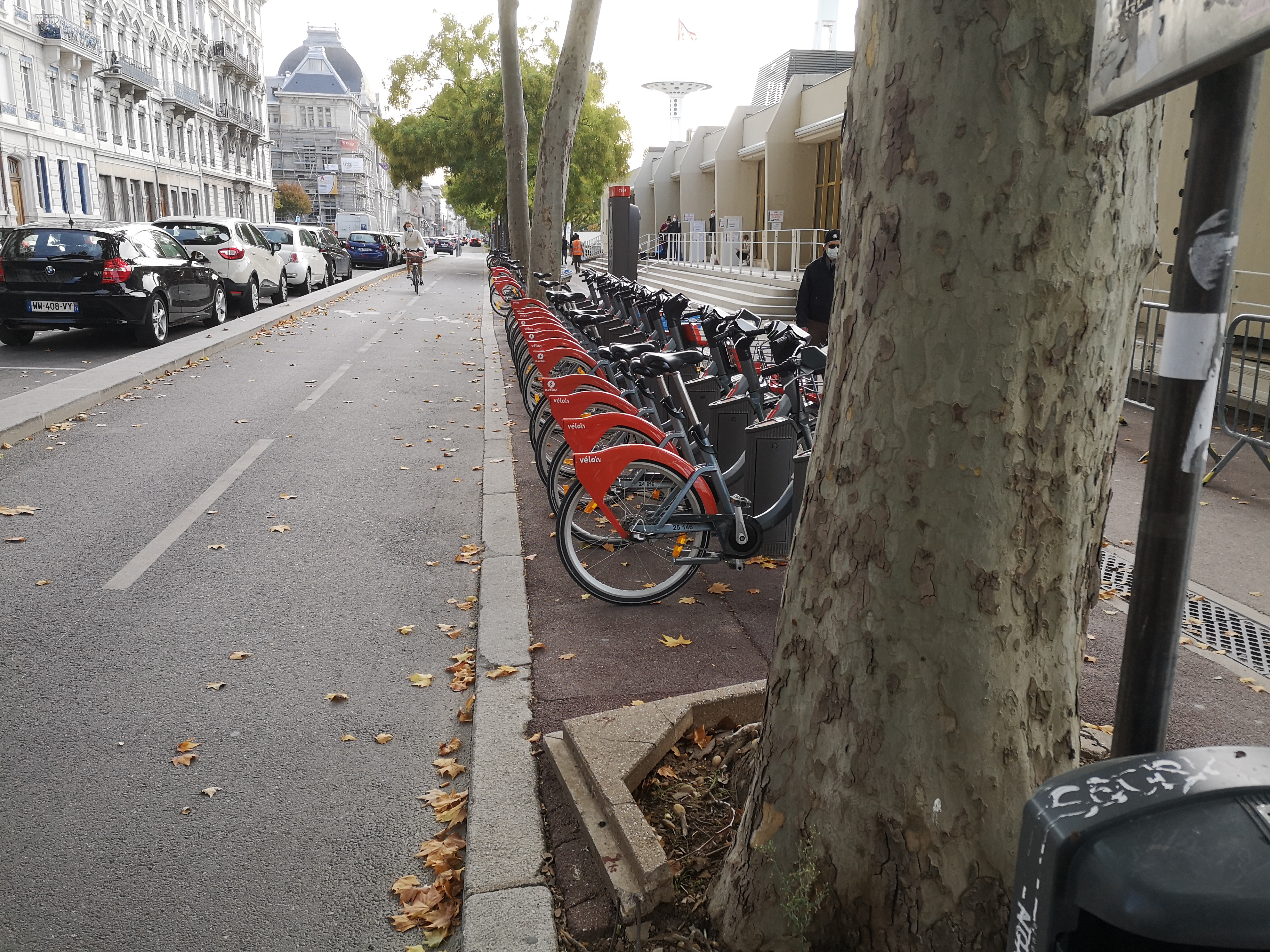
La station Vélo'v n°7034
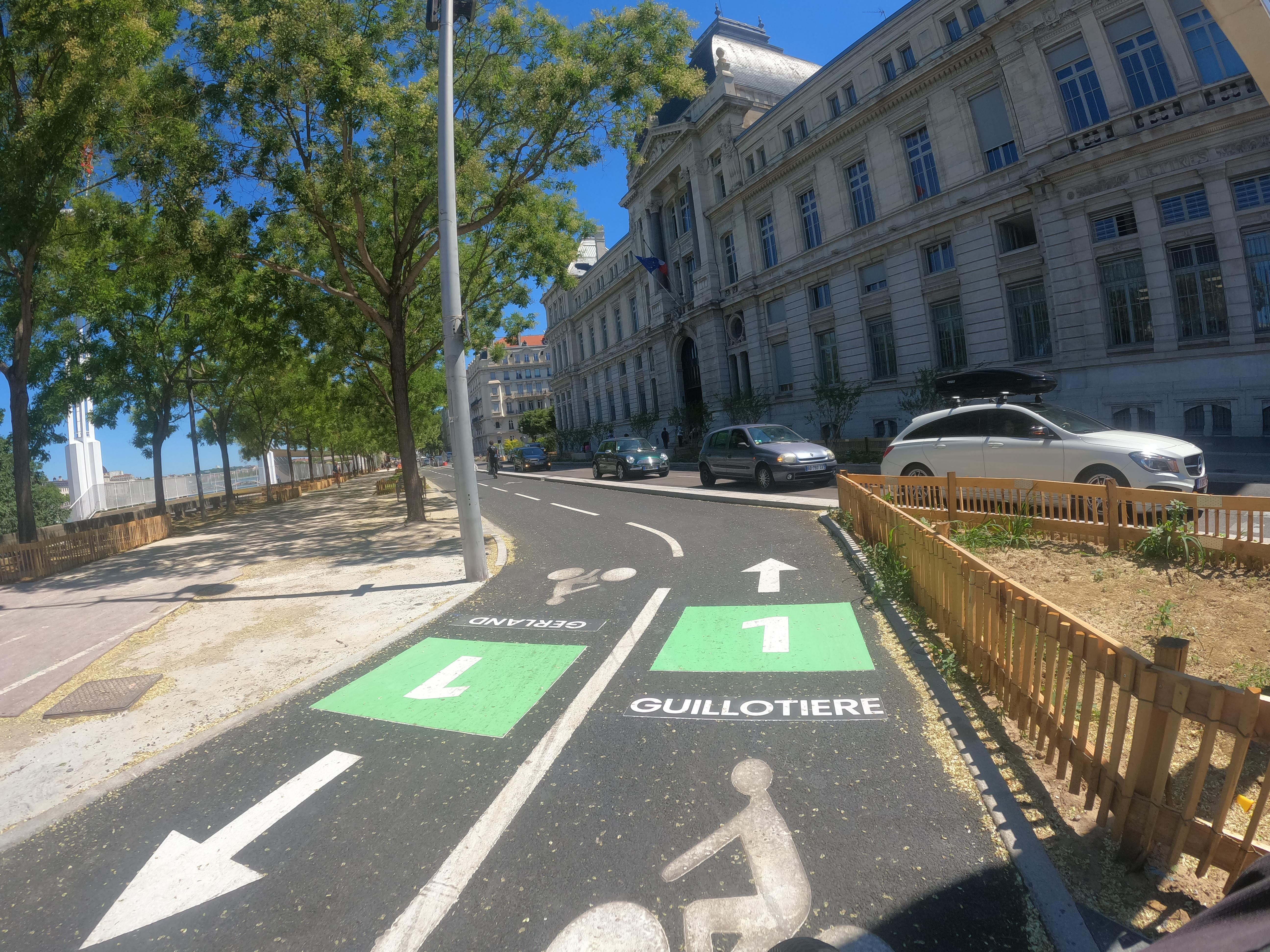
La ligne 1 des Voies Lyonnaises devant l'Université Jean-Moulin-Lyon-III
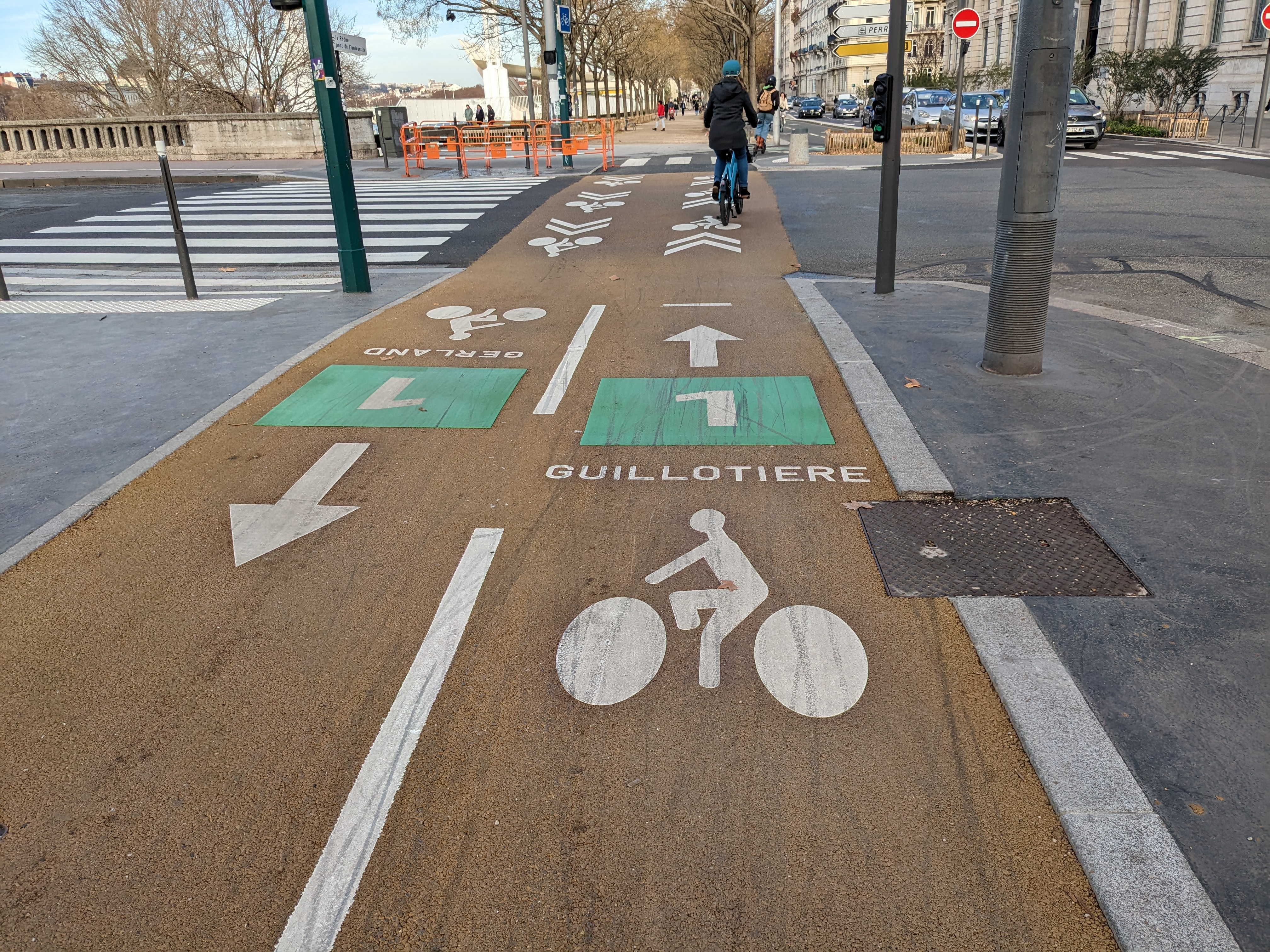
La ligne 1 des Voies Lyonnaises au niveau du Pont de l'Université
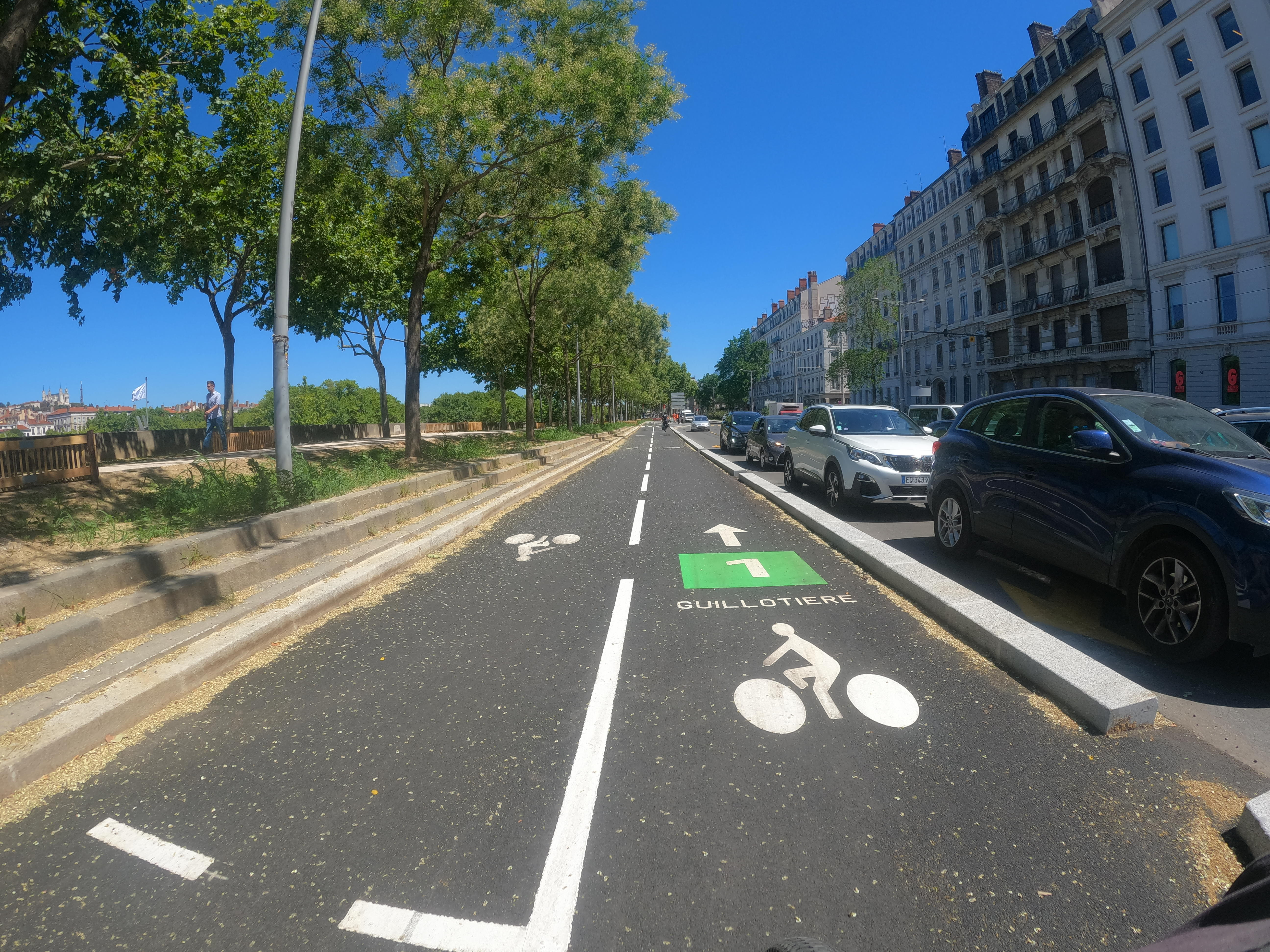
La ligne 1 des Voies Lyonnaises peu après le Pont Gallieni

## Bâtiments
- Université Lumière-Lyon-II
- Université Jean-Moulin-Lyon-III
- Piscine du Rhône (8 quai Claude-Bernard)
- Centre hospitalier Saint-Joseph Saint-Luc (20 quai Claude-Bernard)

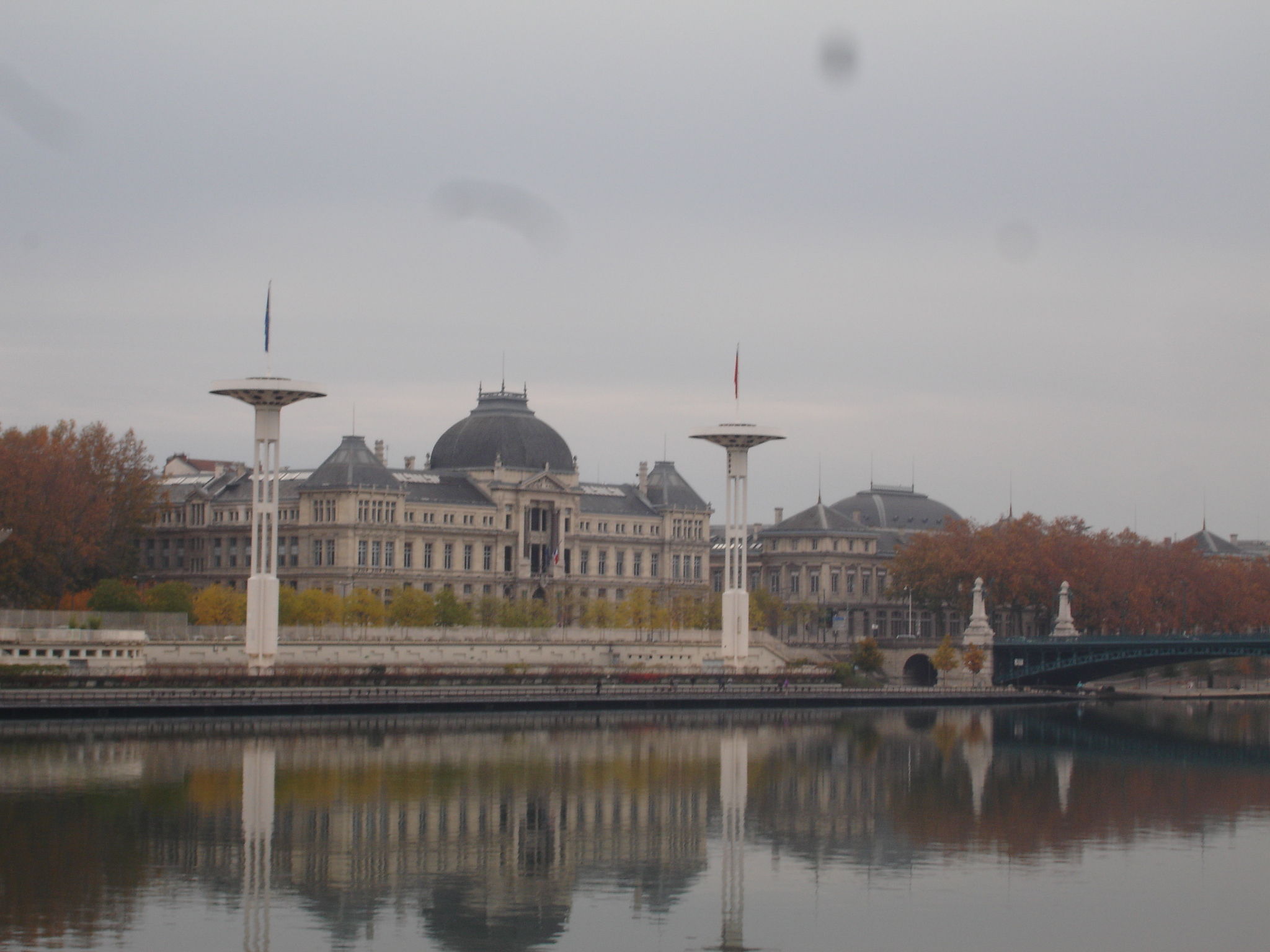
Vue sur la piscine du Rhône et les universités du quai en arrière-plan.